# Liste der Naturdenkmäler im Bezirk Korneuburg
Die Liste der Naturdenkmäler im Bezirk Korneuburg enthält die Naturdenkmäler im Bezirk Korneuburg.

## Naturdenkmäler
| Foto |                 | Name                                                            | ID                                      | Standort | Beschreibung | Fläche | Datum      |
| ---- | --------------- | --------------------------------------------------------------- | --------------------------------------- | --- | --- | ------ | ---------- |
| 1    | Datei hochladen | 1 Platane                                                       | KO-020                                  | Bisamberg KG: Bisamberg GrStNr: 1288/3 Standort | |        | 15.09.1928 |
| 1    | Datei hochladen | 2 Sommerlinden                                                  | KO-025                                  | Bisamberg KG: Kleinengersdorf GrStNr: 344/4 Standort | |        | 20.04.1936 |
| 1    | Datei hochladen | 9 Rosskastanien, 5 Linden                                       | KO-027                                  | Enzersfeld im Weinviertel KG: Königsbrunn GrStNr: 1053/21 Standort | |        | 19.06.1936 |
| 1    | Datei hochladen | Trockenrasen „Am Tradenberg“                                    | KO-040                                  | Enzersfeld im Weinviertel KG: Königsbrunn GrStNr: 1011/2; 1012/2; 1053/2 Standort | |        | 29.10.1996 |
| 0 BW | Datei hochladen | 1 Rosskastanie                                                  | WU-020                                  | Gerasdorf bei Wien KG: Gerasdorf GrStNr: 784 Standort | |        | 04.09.1941 |
| 1    | Datei hochladen | Feuchtbiotop                                                    | KO-037                                  | Hagenbrunn KG: Hagenbrunn GrStNr: 1688; 1689; 1690; 1691 Standort | |        | 11.12.1989 |
| 1    | Datei hochladen | Trockenrasen Kronawettberg/Veiglberg                            | KO-043                                  | Hagenbrunn KG: Hagenbrunn Standort | |        | 03.07.2000 |
| 1    | Datei hochladen | Tumulus, Trockenrasen und Lösswand                              | KO-039                                  | Hausleiten KG: Pettendorf, Gaisruck GrStNr: 222; 223/1, 138; 139; 140; 143; 144; 145; 146; 147; 148/1; 149; 150 Standort | |        | 14.12.1989 |
| 1    | Datei hochladen | 2 Alleen beim Schloss Schmida                                   | KO-038                                  | Hausleiten KG: Schmida GrStNr: 202; 201/2 Standort | |        | 18.09.1985 |
| 1    | Datei hochladen | Aupark in Langenzersdorf                                        | KO-036                                  | Langenzersdorf KG: Langenzersdorf GrStNr: 467/1 Standort | |        | 31.01.1980 |
| 1    | Datei hochladen | Baumallee entlang der LH 25 zwischen Leitzersdorf und Roseldorf | KO-035                                  | Leitzersdorf KG: Leitzersdorf GrStNr: 1677 Standort | |        | 10.12.1979 |
| 1    | Datei hochladen | Felsgebilde                                                     | KO-008                                  | Leitzersdorf KG: Leitzersdorf GrStNr: 1422 Standort | Teufelsstein am Waschberg |        | 11.06.1929 |
| 1    | Datei hochladen | Granitblockgruppe                                               | KO-007                                  | Leitzersdorf KG: Leitzersdorf GrStNr: 1438 Standort | |        | 11.06.1929 |
| 0 BW | Datei hochladen | Felsblöcke                                                      | KO-010                                  | Leitzersdorf KG: Wollmannsberg GrStNr: 578 Standort | Anmerkung: Objektvermutung |        | 11.06.1929 |
| 1    | Datei hochladen | 3 Winterlinden                                                  | KO-033                                  | Leobendorf KG: Leobendorf GrStNr: 1146/1 Standort | |        | 23.11.1973 |
| 1    | Datei hochladen | Grabhügel „Tumulus“ Leeberg                                     | KO-042 HERIS-ID: 34678 Objekt-ID: 33026 | Niederhollabrunn KG: Niederhollabrunn GrStNr: 518 Standort | Anmerkung: Das Naturdenkmal umfasst auch den nahegelegenen Leeberg Niederfellabrunn.                                                                                                  |        | 17.09.1999 |
| 1    | Datei hochladen | Klafterbrunnerhöhle                                             | KO-035/002                              | Ernstbrunn KG: Oberleis GrStNr: 96/1 Standort | Die Klafterbrunnerhöhle (Katasternummer 6847/2) ist eine 28 m lange Höhle in einem Steinbruch der Ernstbrunner Kalkbreccie mit 3 und seit einem Deckeneinbruch 1998 dann 4 Eingängen. |        | 12.02.1959 |
| 1    | Datei hochladen | 1 Bruchweide                                                    | KO-029                                  | Rußbach KG: Oberrußbach GrStNr: 1724 Standort | |        | 23.01.1961 |
| 1    | Datei hochladen | 1 Platane                                                       | KO-016                                  | Stetteldorf am Wagram KG: Stetteldorf am Wagram GrStNr: 2106/1 Standort | |        | 24.04.1959 |
| 1    | Datei hochladen | Fossile Austernbank                                             | KO-045                                  | Stetten KG: Stetten GrStNr: 515/8 Standort | → Hauptartikel : Fossilienwelt Weinviertel f1 |        | 02.08.2012 |
| 1    | Datei hochladen | Stettner Berg                                                   | KO-041                                  | Stetten KG: Stetten GrStNr: 1442; 1688/60; 1688/61; 1688/62; 1688/64; 1688/65; 1688/66; 1688/121; 1688/126; 1688/127; 1688/132; 1688/139; 1688/144; 1688/147; 1688/150; 1688/151; 1688/153; 1688/154; 1688/155; 1688/156; 1688/158; 1688/159; 1688/161; 1688/162; 1688/163; 1688/164; 1688/165; 1688/166; 1688/170; 2182/2; 2211/6; 2403/2; 2404/4; 2951; 2952; 2953; 3141; 3143; 3144; 3145/1; 3145/2; 3145/3; 3165 Standort | |        | 21.01.2000 |
| 1    | Datei hochladen | 2 Platanen                                                      | KO-011                                  | Stockerau KG: Stockerau GrStNr: 81/1; 82; 78/11 Standort | |        | 16.10.1969 |
| 1    | Datei hochladen | Sommereiche                                                     | KO-005                                  | Stockerau KG: Stockerau GrStNr: 1899/2 Standort | |        | 15.02.1927 |
| 1    | Datei hochladen | Urzeitkrebsvorkommen                                            | KO-044                                  | Stockerau KG: Stockerau GrStNr: 2408/2; 2382; 2383; 2384/1; 2385/1; 2386; 2387; 2139/1 Standort | |        | 11.09.2006 |

## Ehemalige Naturdenkmäler
| Foto |                 | Name    | ID      | Standort                                                | Beschreibung | Fläche | Datum      |
| ---- | --------------- | ------- | ------- | ------------------------------------------------------- | ------------ | ------ | ---------- |
| 0    | Datei hochladen | Platane | KO-019  | Bisamberg KG: Bisamberg GrStNr: 1288/1                  |              |        | 15.09.1928 |
| 0 BW | Datei hochladen | Linden  | KO-015b | Sierndorf KG: Unterparschenbrunn GrStNr: 637/2 Standort |              |        | 04.02.1955 |

| Foto:                    | Fotografie des Naturdenkmals. Klicken des Fotos erzeugt eine vergrößerte Ansicht. Daneben finden sich zwei Symbole: \| Weitere Bilder vorhanden \| Das Symbol bedeutet, dass weitere Fotos des Objekts verfügbar sind. Durch Klicken des Symbols werden sie angezeigt. \| \| Eigenes Foto hochladen \| Durch Klicken des Symbols können weitere Fotos des Objekts in das Medienarchiv Wikimedia Commons hochgeladen werden. \| |
| Name:                    | Bezeichnung des Naturdenkmals laut offiziellen Quellen |
| ID                       | Identifikator |
| Standort:                | Es ist die Gemeinde und falls vorhanden die Adresse angegeben. Darunter sind die Katastralgemeinde (KG) und die Grundstücksnummer angeführt. Durch Aufruf des Links Standort wird die Lage des Denkmals in verschiedenen Kartenprojekten angezeigt. |
| Beschreibung             | Kurze Beschreibung des Naturdenkmals |
| Fläche                   | Fläche des Naturdenkmals in Hektar (ha) |
| Datum                    | Datum oder Jahr der Unterschutzstellung |
| Weitere Bilder vorhanden | Das Symbol bedeutet, dass weitere Fotos des Objekts verfügbar sind. Durch Klicken des Symbols werden sie angezeigt. |
| Eigenes Foto hochladen   | Durch Klicken des Symbols können weitere Fotos des Objekts in das Medienarchiv Wikimedia Commons hochgeladen werden. |